# Gemini Suite Live
Gemini Suite Live è un album dal vivo del gruppo rock britannico Deep Purple, pubblicato nel 1993.

## Tracce
Tutte le tracce sono state composte da Jon Lord.

1. First Movement: Guitar, Organ (Some editions misprint the first movement as guitar/voice)
2. Second Movement: Voice, Bass (Some editions misprint the second movement as organ/bass.)
3. Third Movement: Drums, Finale

## Formazione
- Ritchie Blackmore - chitarra
- Ian Gillan - voce
- Roger Glover - basso
- Jon Lord - organo, tastiera
- Ian Paice - batteria
- Malcolm Arnold - direttore
- The Orchestra of the Light Music Society - orchestra